# Xaniona nigricostalis
Xaniona nigricostalis är en insektsart som först beskrevs av Matsumura 1908.  Xaniona nigricostalis ingår i släktet Xaniona och familjen dvärgstritar.
Artens utbredningsområde är Algeriet. Inga underarter finns listade i Catalogue of Life.